# Blåmaskparakiter
Blåmaskparakiter (Northiella) är ett släkte i familjen östpapegojor inom ordningen papegojfåglar. Släktet omfattar endast två arter som förekommer i Australien:
- Östlig blåmaskparakit (N. haematogaster)
- Västlig blåmaskparakit (N. narethae)